# Partenza
『partenza』（パルテンツァ）は、Buono!のミニ・アルバム。2011年8月10日発売。発売元はアップフロントワークス（zetimaレーベル）。

## 概要
- Buono!初のミニアルバム。
- 「partenza」とはイタリア語で出発という意味。

## 収録曲
1. partenza〜レッツゴー!!!〜
（作詞・作曲：NaNa★MUSiC、編曲：Sunny Boy）
2. 雑草のうた
（作詞：岩里祐穂、作曲・編曲：井上慎二郎）
11thシングル。
3. フランキンセンスΨ
（作詞・作曲・編曲：BOUNCEBACK、歌：夏焼雅）
SI☆NAのカバー曲。
4. My alright sky
（作詞・作曲：林よしみ、編曲：安岡洋一郎、歌：鈴木愛理）
5. 夏ダカラ!
（作詞：三浦徳子、作曲：今井千尋、編曲：石崎光）
12thシングル。
6. キアオラ・グラシャス・ありがと
（作詞：三浦徳子、作曲・編曲：八木雄一、歌：嗣永桃子）
7. JUICY HE@RT
（作詞：おのりく、作曲：HA、編曲：土肥真生）
11thシングル「雑草のうた」カップリング。BS日テレ番組「ボウリング革命 P★League」エンディングテーマ。
8. 1/3の純情な感情
（作詞・作曲：SIAM SHADE、編曲：土肥真生）
SIAM SHADEのカバー曲。[1]